# Eilsleben
Eilsleben település Németországban, azon belül Szász-Anhalt tartományban. Lakosainak száma 3658 fő (2023. december 31.).

## Népesség
A település népességének változása:
| Lakosok száma | 3837 | 3842 | 3706 | 3677 | 3658 |
|               | 2017 | 2019 | 2021 | 2022 | 2023 |